# Non gioco più
Non gioco più è un brano musicale della cantante italiana Mina, pubblicato su vinile a 45 giri nel settembre 1974 dall'etichetta discografica PDU di proprietà della cantante.

## La storia

Mina e Raffaella Carrà a Milleluci, 1974

La canzone fu scritta come sigla televisiva della trasmissione Milleluci, un varietà che andava in onda in prima serata il sabato ed era condotto dall'emergente Raffaella Carrà e dalla stessa Mina.
La musica, l'arrangiamento e direzione d'orchestra sono del maestro Gianni Ferrio, allora collaboratore fisso della trasmissione; il testo è di Roberto Lerici.
La canzone, che sarà inserita da Mina nella raccolta Del mio meglio n. 3, pubblicata a marzo dell'anno successivo, è stata considerata il simbolico congedo della cantante, dopo 15 anni di assidua presenza, dal pubblico televisivo italiano.
Milleluci infatti sarà l'ultimo grande show della televisione italiana con l'artista nel ruolo principale. La stessa, poco tempo prima della trasmissione, aveva dichiarato in un'intervista: 
In realtà l'abbandono a scene e palcoscenici seppur repentino non sarà immediato, infatti dopo aver molto diradato le sue apparizioni, solo nell'agosto 1978, con l'ultimo concerto dal vivo a Bussoladomani, declinerà definitivamente ogni sua ulteriore presenza in pubblico.
Dello stesso periodo è anche l'ultima apparizione televisiva e, curiosamente, con il filmato della canzone Ancora ancora ancora, girato proprio a Bussoladomani e come sigla finale della trasmissione intitolata Mille e una luce.
Mina, tuttavia, continuerà a cantare, producendo almeno un album, di nuovi brani o con personalissime rivisitazioni di pezzi famosi, per tutti gli anni a venire.

## Il contenuto
Il videoclip, che andava in onda al termine di ogni puntata, vede Mina biondo-platino in abito d'epoca con il boa di struzzo emergere dal fumo di un sigaro come le donne fatali del cinema americano degli anni '40. Seduta su uno sgabello, canta quasi sottovoce con aria trasognata e a tratti ironica.
La canzone è un blues, composto da Gianni Ferrio con una semplice sezione ritmica costituita da pianoforte, chitarra, basso e batteria, con l'aggiunta nella seconda parte di qualche battuta per i fiati, che supporta la voce solista di Mina cui si contrappone per tutto il tempo l'armonica a bocca del jazzista belga Toots Thielemans, che esegue anche l'assolo iniziale e finale.
Il duetto ricorda molto quello del 1967, che lo stesso Thielemans aveva realizzato in una cover dello standard Makin' Whoopee per la cantante statunitense Peggy Lee, inciso nell'album Somethin' Groovy!.
Il testo di Roberto Lerici è una denuncia all'infedeltà, alla leggerezza, alla divergenza totale di interessi e priorità, ad un gioco che non sempre vale la candela.
(dal testo della canzone)

## Altre versioni
- 1975 - No juego más della stessa Mina, con testo in spagnolo di Jaime Israel. Compare la prima volta nella raccolta Mina canta en español commercializzata solo in Spagna, successivamente anche in Italia nella Colección latina (2001) e sul compact disc Yo soy Mina del 2011.
- 2004 - Marlene Kuntz, nell'EP Fingendo la poesia.
- 2013 - Nicky Nicolai, Stefano Di Battista e Jazz Big Band, album Mille bolle blu (La Musica di Repubblica - L'Espresso)
- 2014 - Greta Panettieri in Non gioco più.